# Кирс
Кирс (на руски: Кирс) е град в Русия, административен център на Верхнекамски район, Кировска област. Населението на града към 1 януари 2018 е 9453 души.